# Лукавиця (притока Грону)
Лукавиця (словац. Lukavica) — річка в Словаччині; права притока Грону довжиною 14 км. Протікає в окрузі Банська Бистриця.
Витікає в масиві Зволенська котловина на висоті 490 метрів. Протікає територією сіл Верхня Мічіна; Лукавіца і Велика Лука (Словаччина).
Впадає у Грон на висоті 298.6 метра.